# 小新街乡
小新街乡，是中华人民共和国云南省红河哈尼族彝族自治州元阳县下辖的一个乡镇级行政单位。

## 行政区划
小新街乡下辖以下地区：
小新街村、者台村、嘎妈村、大拉卡村、都鲁保村、绿山寨村、石岩寨村、新鲁沙村和克甲村。